# シエ＝ル＝ギヨーム
シエ＝ル＝ギヨーム （Sillé-le-Guillaume）は、フランス、ペイ・ド・ラ・ロワール地域圏、サルト県のコミューン。

## 由来
-(i)acumというガリア語起源の所有物や財産を意味する接尾辞、これはガリアまたはガロ＝ローマの地名の形式である。-(i)acumは、通常フランス西部では-éをつけられることが多い。最初の要素は、ガリア語の人名研究で、ガロ＝ローマ語の人名SiliusまたはSilusである。この人名は、ガリア語のsilo-（種、すなわち子孫や後継者）に基づいている。
同じ意味の地名には、Scilly、Silly、Silhacがある。
フランス革命時代の地名は、シエ＝ラ＝モンターニュ（Sillé-la-Montagne）であった。

## 歴史
ギヨーム1世・ド・シエは、戦略的要所における最初の要塞の建設者であり、封建貴族家門シエ家の開祖である。シエ家はブルトン人やノルマン人からの襲撃に対抗する、メーヌ伯に仕えていた。森の中、湖の端にある第二の要塞の遺構、カロリング朝時代のオッピドゥムが静かにたち、全ての謎を守っている。さらに、伝説によれば、『満月の夜、オッピドゥムの周りを歩いて3度"私はここにいるぞ"と言うと、湖が沸き立ち、悪魔が姿を現す。』という。

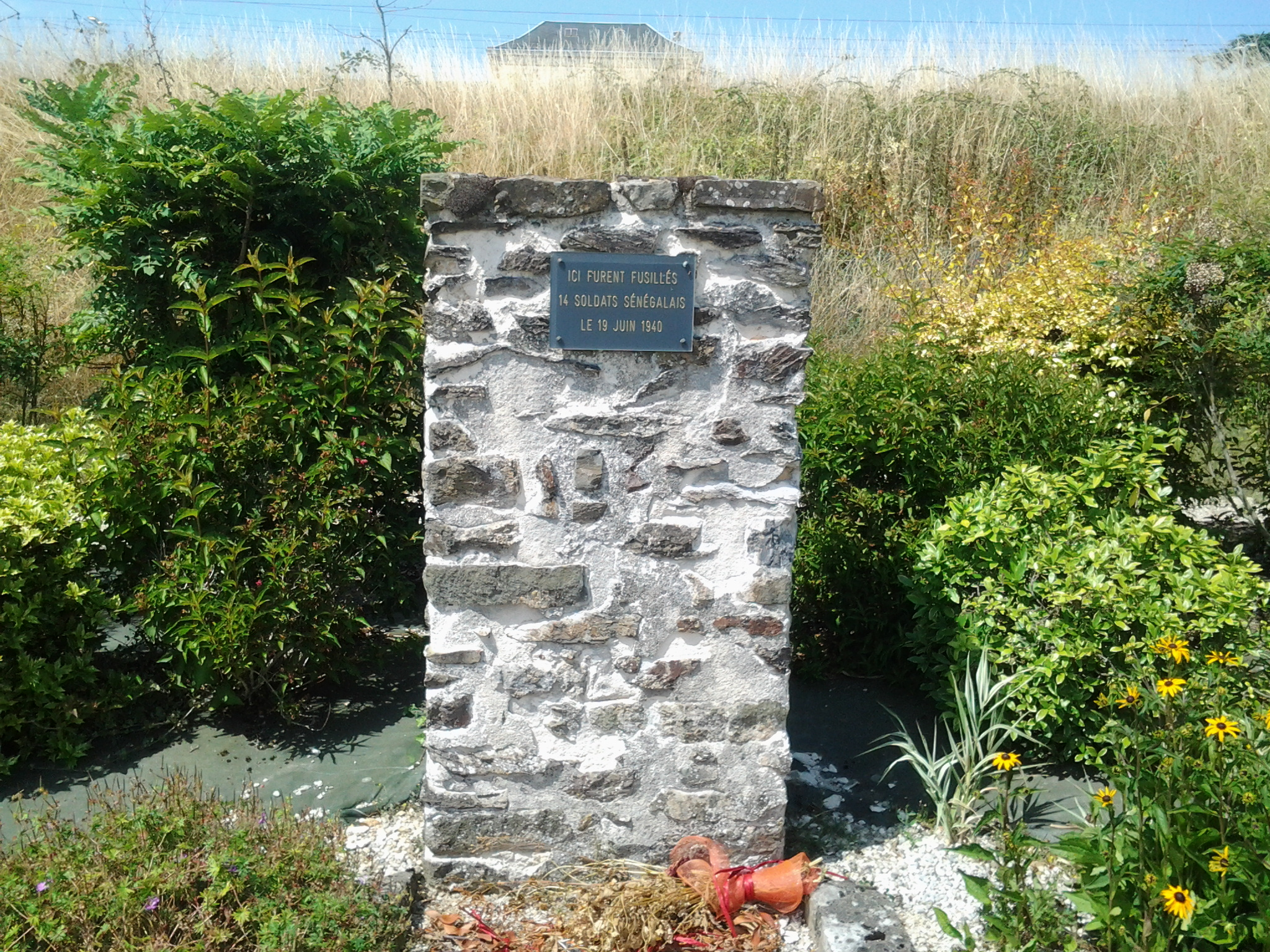
1940年6月19日に起きたドイツ人による14人のセネガル兵虐殺事件の記念碑

ジャンヌ・ダルクの友でシエ家のいとこにあたるジル・ド・レは、この地方にいるイングランド人と戦うようになった。シエの地には広大で強力な男爵領が置かれ、この時代に城はコレ―ジュ設置のため町の地位に昇格し、婚姻によってフランス革命まで続いた。
19世紀終わりのシエ＝ル＝ギヨームは、農業の交差点であり、見本市が頻繁に開催されていた。周囲の人口は6000人から7000人だった。現在もまだマルシェ＝ベスティオー広場が残っている。
1917年、シエ＝ル＝ギヨームにポーランド軍編成のためポーランド人キャンプが設置された。現在目に見える痕跡はない。
1919年4月17日、フランス軍用列車とアメリカ軍用列車が衝突した、シエ＝ル＝ギヨーム鉄道事故が発生した。全体でフランス側死者6人、アメリカ側死者15人で、大勢の負傷者が出た。
ナチス・ドイツのフランス侵攻末期の1940年6月19日、ドイツ兵が第208植民地砲兵連隊に所属する14人の黒人捕虜たちを殺害した。

## 人口統計
| 1962年 | 1968年 | 1975年 | 1982年 | 1990年 | 1999年 | 2005年 | 2015年 |
| ------ | ------ | ------ | ------ | ------ | ------ | ------ | ------ |
| 2608   | 2528   | 2777   | 2863   | 2583   | 2585   | 2386   | 2318   |

参照元:1962年から1999年までは複数コミューンに住所登録をする者の重複分を除いたもの。それ以降は当該コミューンの人口統計によるもの。1999年までEHESS/Cassini、2006年以降INSEE

## 史跡
- ノートルダム教区教会 - 歴史的記念物
- シエ＝ル＝ギヨーム城 - 歴史的記念物
- シエの森 - 3500ヘクタール。かつてはシエ男爵の領地だったが、1925年より国有化。

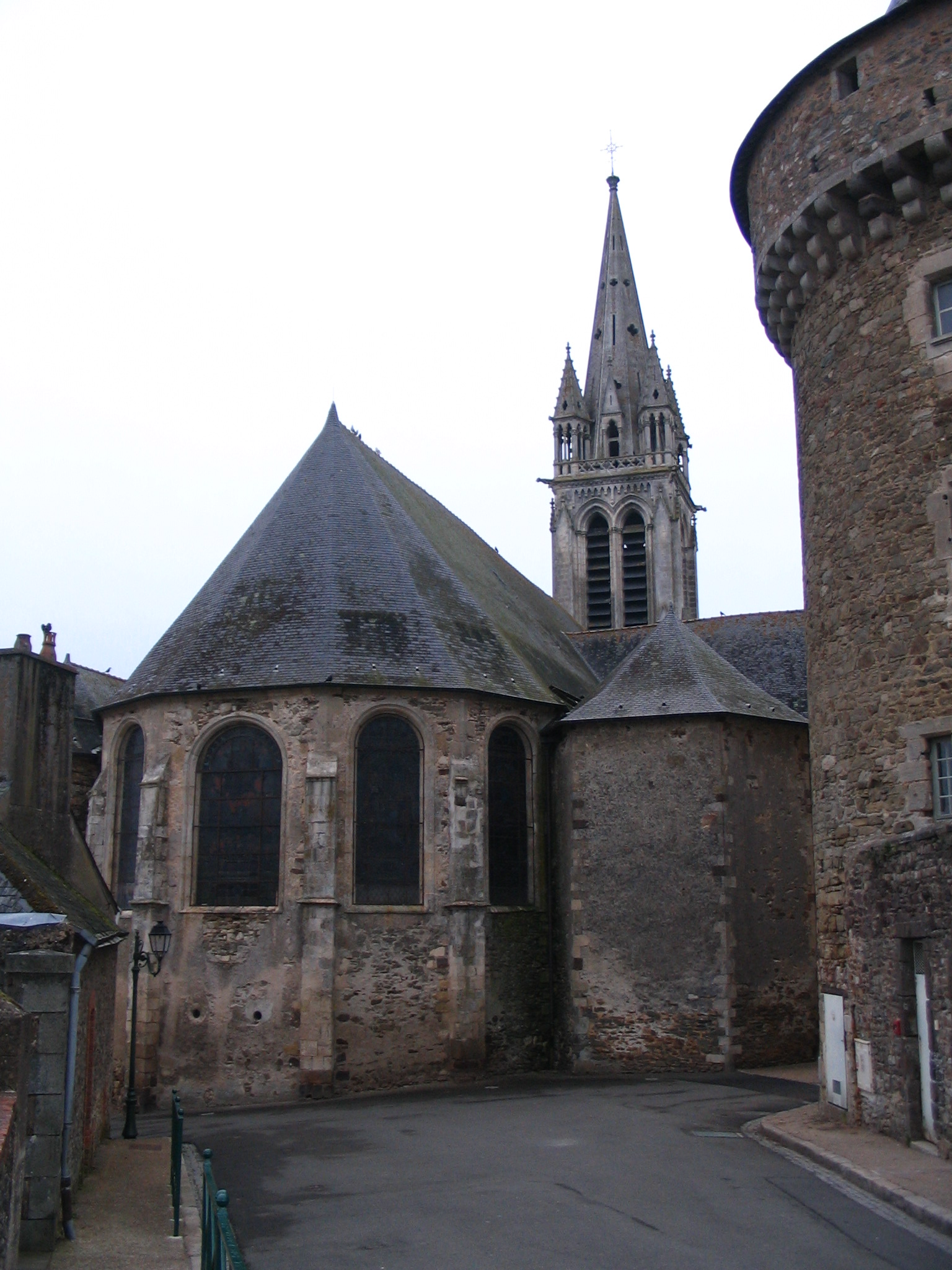
教会
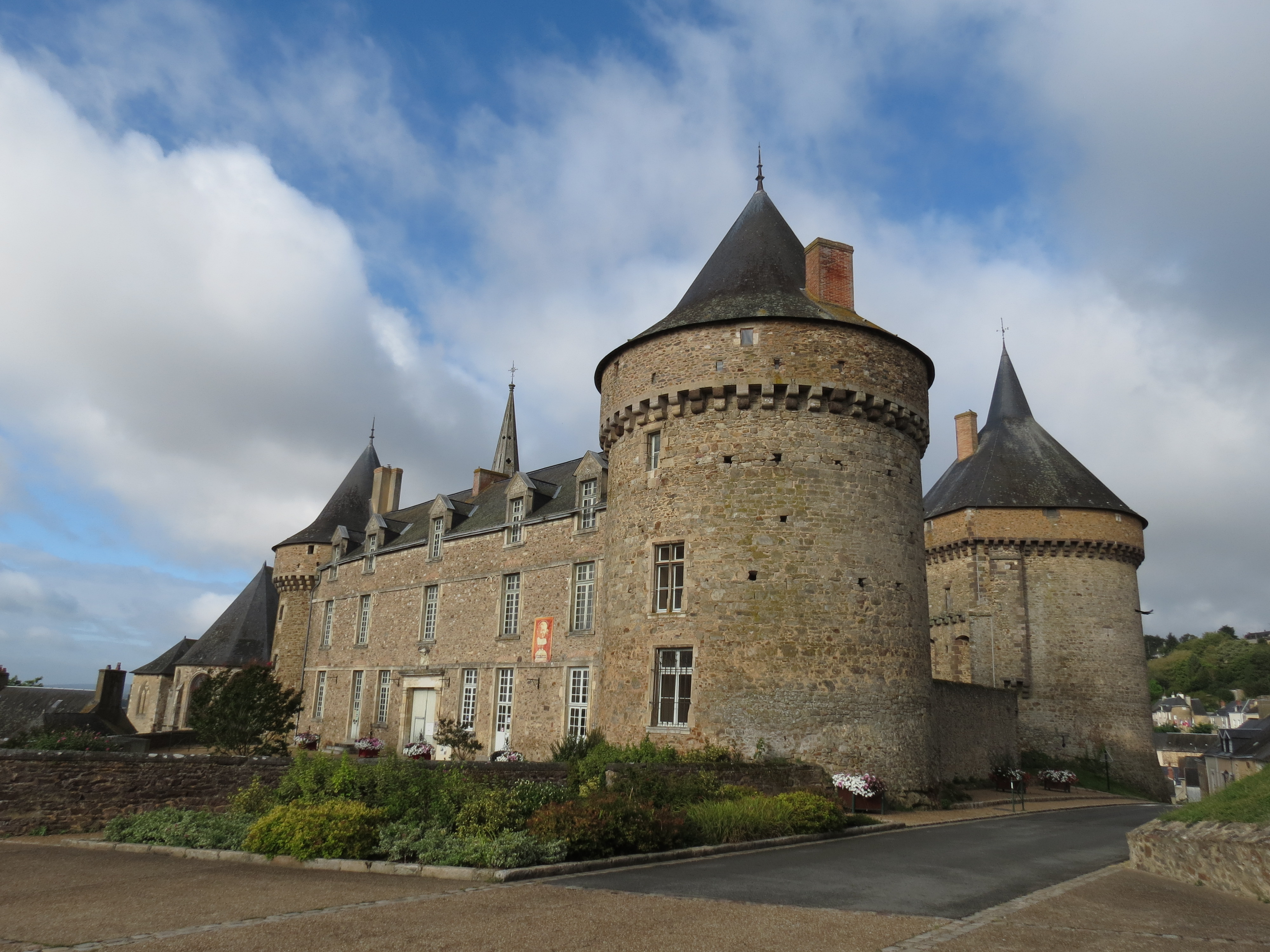
城

## 姉妹都市
- エルラ、オーストリア
- サマトン、イギリス